# Префектура Канагава
Канагава (Јапански:神奈川県; Kanagawa-ken) је префектура у Јапану која се налази у региону Канто на острву Хоншу. Главни град је Јокохама.
Организован је у 6 области и 33 општина а ISO код за ову прфектуру је JP-14.
Дана 1. септембра 2010. у овој је префектури живело 9.029.996 становника.
Симболи ове префектуре су цвет љиљана (Lilium auratum), дрво гинка (Ginkgo biloba) и птица галеб (Larus canus).

## Географија

### Градови
Деветнаест градова се налазе у Канагава префектури:
| - Ацуги - Ајасе - Чигасаки - Ебина - Фуџисава | - Хадано - Хирацука - Исехара - Камакура - Кавасаки | - Минамиашигара - Миура - Одавара - Сагамихара - Јамато | - Јокохама (главни град) - Јокосука - Зама - Зуши |

### Вароши и села
Градови и села по областима:
| - Област Аико - Аикава - Кијокава - Област Ашигараками - Каисеј - Мацуда - Накај - Ој - Јамакита | - Област Ашигарашимо - Хаконе - Маназуру - Југавара - Област Коза - Самукава - Област Миура - Хајама - Област Нака - Ниномија - Оисо |

## Галерија
- Јокохама
- Кавасаки
- Јокосука
- Одавара
- Prefectural office of Kanagawa